# Theuma schultzei
Theuma schultzei là một loài nhện trong họ Gnaphosidae.
Loài này thuộc chi Theuma. Theuma schultzei được William Frederick Purcell miêu tả năm 1908.